# Andrzej Błasik
Andrzej Błasik (11 de outubro de 1962 — 10 de abril de 2010) foi um militar polaco. Foi tenente-general do Exército Polonês e comandante da Força Aérea Polaca.
Foi uma das vítimas do acidente do Tu-154 da Força Aérea Polonesa.